# FK Köpetdag Aşgabat
El FK Köpetdag Aşgabat (turcman: Köpetdag Futbol Kluby) és un club de futbol de Turkmenistan de la ciutat d'Aşgabat.
Evolució del nom:
- 1947–49: Locomotiv
- 1950–54: Spartak
- 1956–59: Kolhozchi
- 1960-61: Köpetdag
- 1962–75: Stroitel
- 1976–87: Kolhozchi
- 1988–present: Köpetdag

L'any 2008 es va desfer a causa de problemes econòmics. El 2015, basat en el ministeri de l'interior, el club fou recreat.

## Palmarès
- Lliga turcmana de futbol:[4]
  - 1992, 1993, 1994, 1995, 1998, 2000
- Copa turcmana de futbol:
  - 1993, 1994, 1997, 1999, 2000, 2001, 2018
- Copa de l'RSS de Turkmenistan:
  - 1992